# Schloss Eggenberg (Graz)

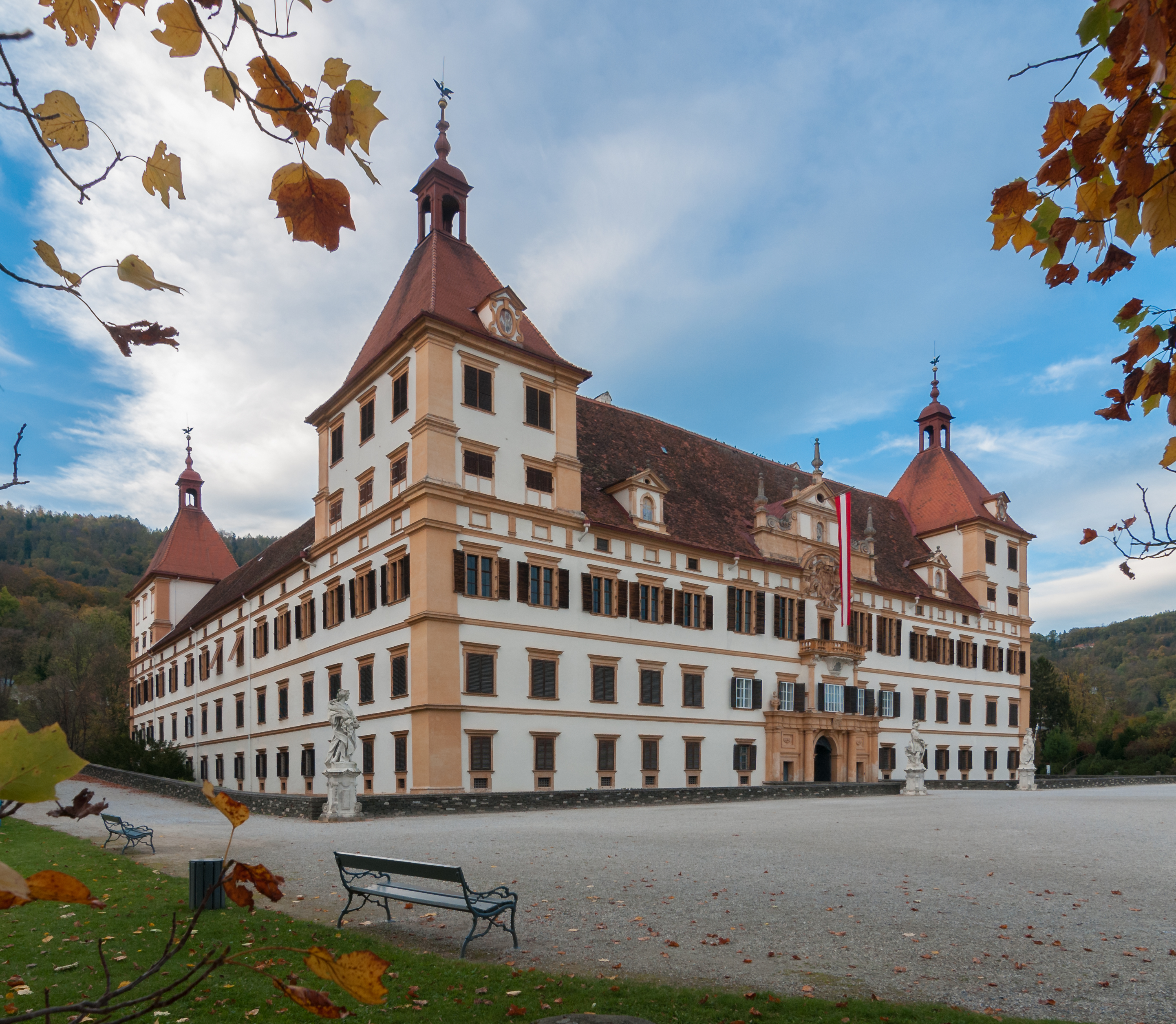
Fassade mit Eingangsportal

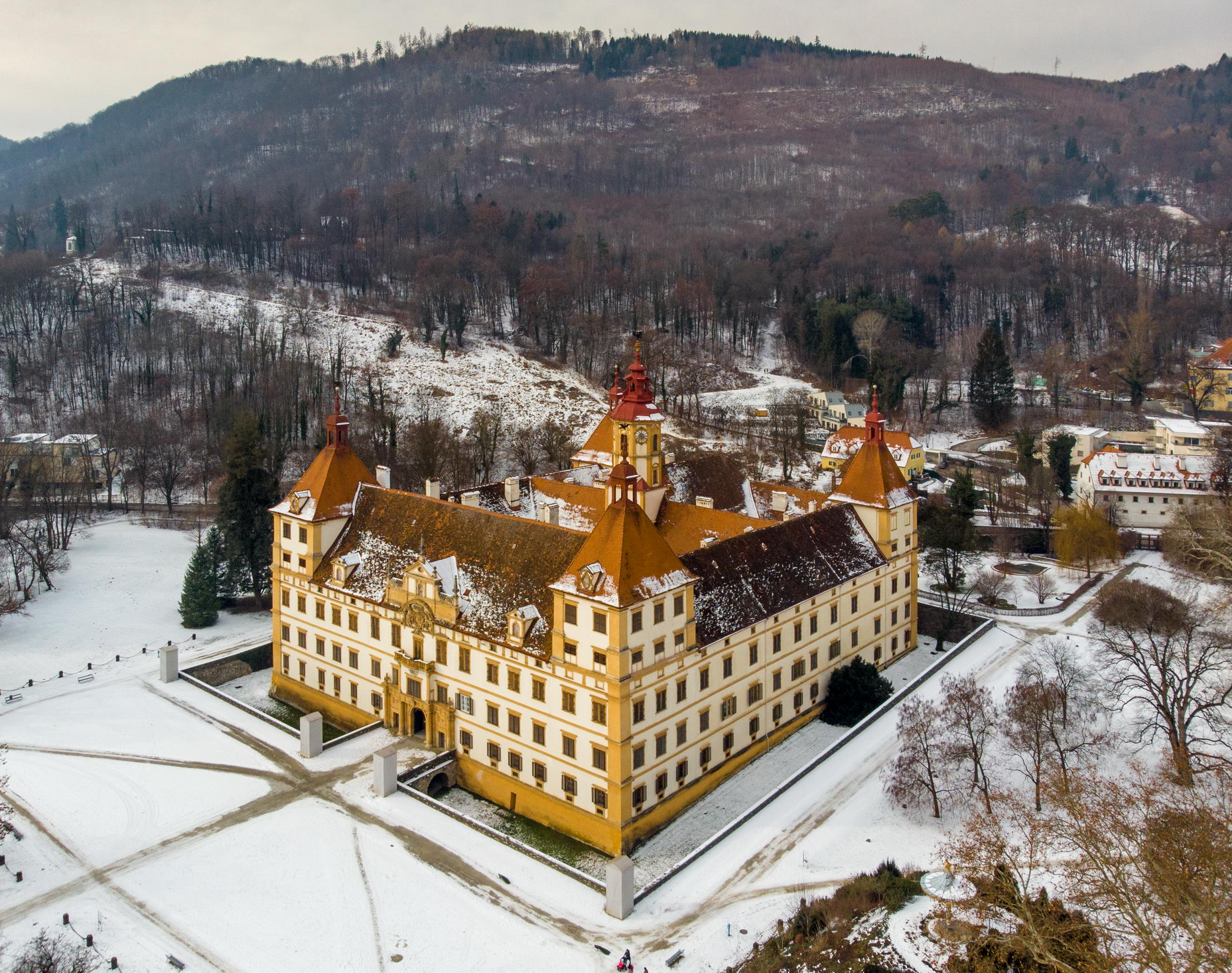
Luftaufnahme aus Osten im Winter

Schloss Eggenberg in Graz ist die größte und bedeutendste barocke Schlossanlage der Steiermark. Es zählt mit seiner erhaltenen originalen Ausstattung, dem weitläufigen Landschaftsgarten sowie mit den im Schloss untergebrachten Sammlungen des Universalmuseums Joanneum zu den wertvollsten Kulturgütern Österreichs. Als Stammsitz des Adelsgeschlechts Eggenberg zeigt es mit seiner Bau- und Ausstattungsgeschichte den Wandel und das Mäzenatentum des einst mächtigsten Geschlechtes der Steiermark. 2010 wurde das Schloss in einer Erweiterung dem bestehenden UNESCO-Welterbe Stadt Graz – Historisches Zentrum hinzugefügt.
Das Schloss befindet sich im Westen der Landeshauptstadt Graz am Fuß des Bergs Plabutsch. Neben der historischen Gartenanlage und den Prunkräumen des Schlosses bietet Eggenberg auch die Möglichkeit des Besuches mehrerer Sammlungen: Im Norden des Schlossparkes befinden sich der Planetengarten und das daran anschließende Archäologiemuseum. Die numismatische Sammlung sowie die Alte Galerie sind im Schloss selbst untergebracht.

## Schloss

### Baugeschichte
Schloss Eggenberg präsentiert sich heute auf den ersten Blick als einheitlicher Bau des 17. Jahrhunderts. Große Teile des Baukerns stammen jedoch aus dem Spätmittelalter und der frühen Neuzeit.
Balthasar Eggenberger kaufte zwischen 1460 und 1463 den Orthof auf den Algersdorfer Feldern. Dieser befestigte Edelsitz erhielt den Namen der Familie und wurde in den folgenden Jahren erweitert und umgestaltet. Noch vor 1470 wurde in dem freistehenden Turm ein quadratischer Kapellenraum eingerichtet. Von dieser Kapelle existiert ein römischer Kardinalsablass, datiert mit dem 30. Mai 1470, der der capella Beate Marie Virginis sita in Castro Eckenperg gewisse Privilegien verleiht. Dieses Dokument liefert den terminus ante quem für die Fertigstellung der Kapelle. Balthasar stiftete für diesen Kapellenraum einen prächtigen Flügelaltar, dessen Tafeln sich heute wieder hier am ursprünglichen Aufstellungsort befinden.
Im 16. Jahrhundert wurde dieses, wahrscheinlich L-förmige, spätmittelalterliche einturmige Schloss der sozialen Stellung der Familie angepasst und mehrfach erweitert. Merkmale am Gebäude, die Teile dieser Bauphasen noch heute zeigen, sind Fenstergewände, die Aufschluss über die ehemaligen Geschoßhöhen geben, Eckquaderungen und akanthusumrahmte Biforienfenster und malerische Ausstattungen einzelner Räume. Als dieses Gebäude den Ansprüchen der neuen fürstlichen Familie nicht mehr gerecht wurde, begann man 1625 mit einem grundlegenden Umbau. Die bestehenden, älteren Bauteile wurden dabei geschickt in den Neubau integriert: einerseits wahrscheinlich wegen der Kostbarkeit von Baumaterial, andererseits aber von dem offensichtlichen Willen getragen, das Stammhaus der Familie nicht vollkommen zu zerstören. Die gotische Marienkapelle wurde erstmals 1667 vom Maurermeister Johann Baptist Pozzo renoviert und wurde als Tauf- und Familienkapelle zum Mittelpunkt der neuen Anlage.

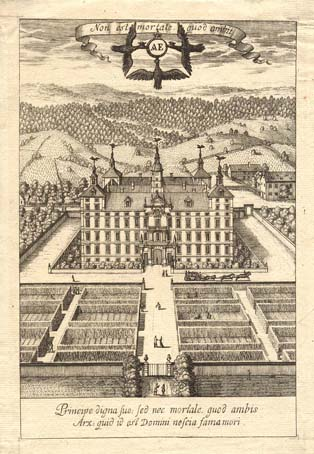
Idealperspektivische Ansicht Eggenbergs. Kupferstich von Andreas Trost, vor 1700

Fürst Hans Ulrich beauftragte 1625 den Hofarchitekten Giovanni Pietro de Pomis mit der Planung seines neuen Schlosses. Der aus Lodi bei Mailand stammende de Pomis wurde als Architekt, Maler und Medailleur zum wichtigsten Künstler am Grazer Hof. Gemeinsam mit Hans Ulrich begleitete er Erzherzog Ferdinand auf den Hofreisen nach Italien und Spanien. Diese Reisen haben die architektonische Formensprache de Pomis’ wahrscheinlich geprägt. Sein Stil beruht auf der oberitalienisch-manieristischen Architektur der 2. Hälfte des 16. Jahrhunderts, vor allen anderen die Bauten Palladios und der charakteristisch schmucklose Herrera-Stil. Die Anlage des Grundrisses von Schloss Eggenberg zitiert fast wörtlich den des Palazzo Thiene, während das äußere Erscheinungsbild trotz der enormen Unterschiede in der Dimension verblüffend stark an das Schloss und Kloster El Escorial bei Madrid erinnert. Weitere Parallelen lassen sich auch in den stilistischen Ähnlichkeiten, wie der Schmucklosigkeit und betonten Horizontalität der Fassaden, die an den Ecken turmartig erhöht sind, sowie der Gegenüberstellung von Festsaal und Kirchenraum erkennen. Die bedeutendste Gemeinsamkeit dieser beiden Gebäude liegt jedoch in der Zeichenhaftigkeit der Architektur, die die Vorstellungen der jeweiligen Bauherren von der Natur des Universums zu einem umfassenden, intellektuellen, symbolischen Konzept formuliert.
De Pomis leitete die Bauarbeiten bis zu seinem Tod 1631. Der Festungsbaumeister Laurenz van de Sype führte die Arbeiten für zwei Jahre weiter, bis das Gebäude schließlich unter den beiden Polieren de Pomis‘, Pietro Valnegro und Antonio Pozzo fertiggestellt wurde. 1635/36 dürfte der Rohbau beendet gewesen sein. Daran schlossen sich von 1641 bis 1646 die Ausgestaltungsarbeiten der Steinmetze und Zimmerer an. Zu diesem Zeitpunkt war das Schloss benutzbar und auch temporär von der Familie bewohnt. Mit dem überraschenden Tod des zweiten Fürsten, Johann Anton kamen die Ausgestaltungsarbeiten der noch fehlenden Beletage vorübergehend zum Stillstand.

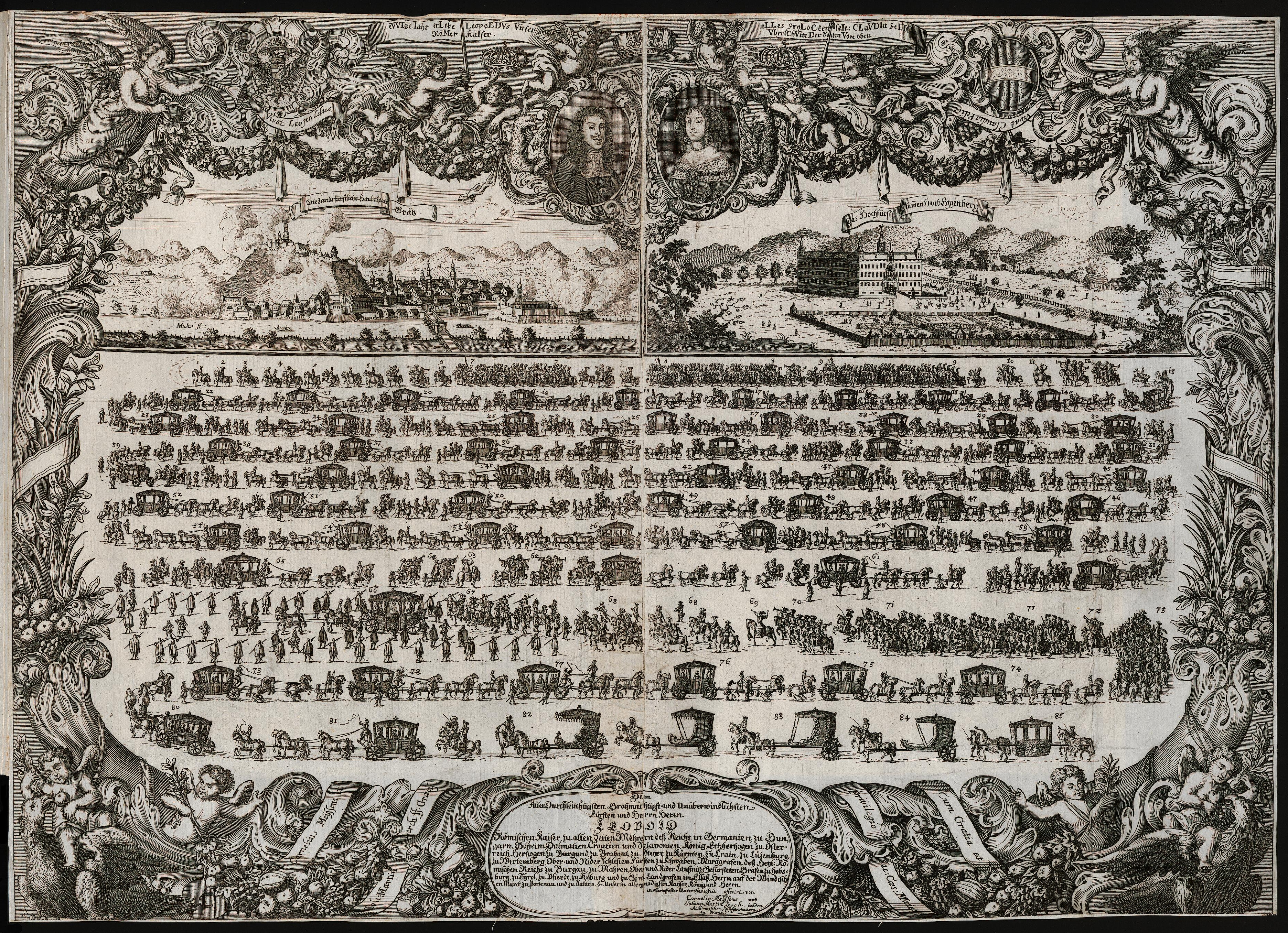
Festzug zur Vermählung Kaiser Leopolds mit Claudia Felizitas. Rechts oben Ansicht von Schloss Eggenberg, links oben Graz (1673)

Johann Seyfried von Eggenberg ließ ab 1666 das Schloss im Sinne barocker Prachtentfaltung fertigstellen. Unter ihm wurde in nur 7 Jahren der etwa 600 Gemälde umfassende Deckenzyklus der Räume des Prunkgeschoßes ausgeführt. Als sich 1673 Claudia Felizitas, die Braut Kaiser Leopolds I., als Gast ansagte, war das Haus offensichtlich fertiggestellt. Lediglich der Festsaal verfügte noch über keine malerische Dekoration. 1678 trat Hans Adam Weissenkircher in Graz seinen Dienst als fürstlich Eggenbergischer Hofmaler an. Er stellte die Gemäldefolge des Festsaales, nunmehr Planetensaal genannt, bis 1684/85 fertig. Damit waren die Ausstattungsarbeiten dieser ersten Phase von Schloss Eggenberg abgeschlossen.
Nach dem Aussterben der Eggenberger im Mannesstamm zeigten sich die Prunkräume in einem halbgeleerten und vernachlässigten Zustand. Der Gemahl der letzten Eggenberger Prinzessin, Johann Leopold Graf Herberstein, gab eine umfassende Erneuerung der Anlage in Auftrag. Zwischen 1754 und 1762 erfuhren das Haus und die Gartenanlage eine zweite, große Ausstattungsphase, ganz im Geschmack des Rokoko. Vor allem die Einrichtung des Prunkgeschoßes wurde modernisiert. Der Planetensaal und der Zyklus der Deckengemälde blieben jedoch unverändert. Die Arbeiten beschränkten sich auf Wanddekorationen, Öfen und Möbel. Ganz im Geschmack der Zeit wurden drei ostasiatische Kabinette eingerichtet. Fünf Räume des Nordtrakts erhielten gemalte Wandbespannungen. Der wohl massivste Eingriff bestand im Abriss des Eggenberger Schlosstheaters, an dessen Stelle eine Schlosskirche errichtet wurde. Leiter dieser Arbeiten war Joseph Hueber, Schüler des Grazer Hofarchitekten Johann Lucas von Hildebrandt.

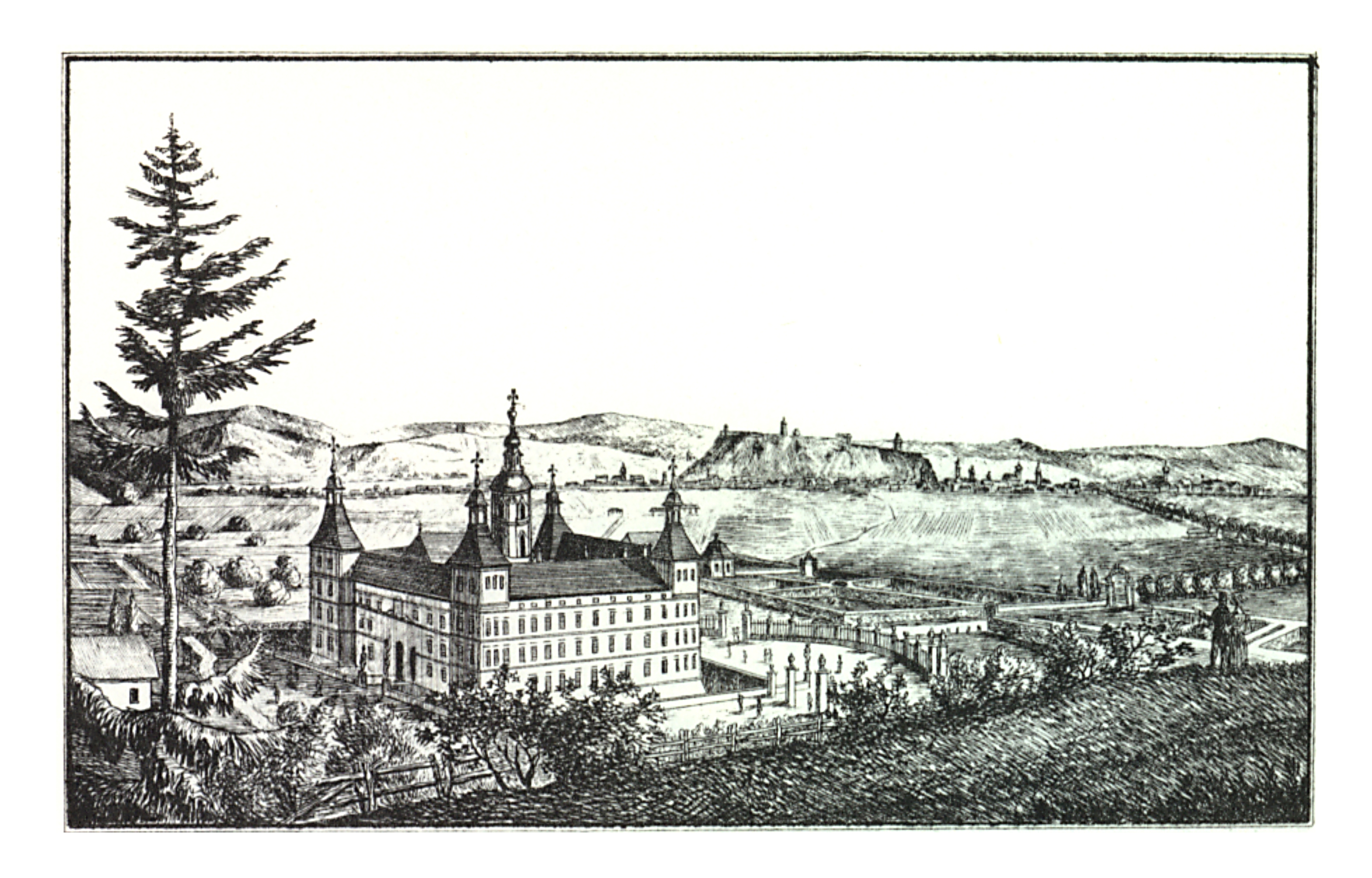
Schloss Eggenberg um 1830, Lith. Anstalt J.F. Kaiser, Graz

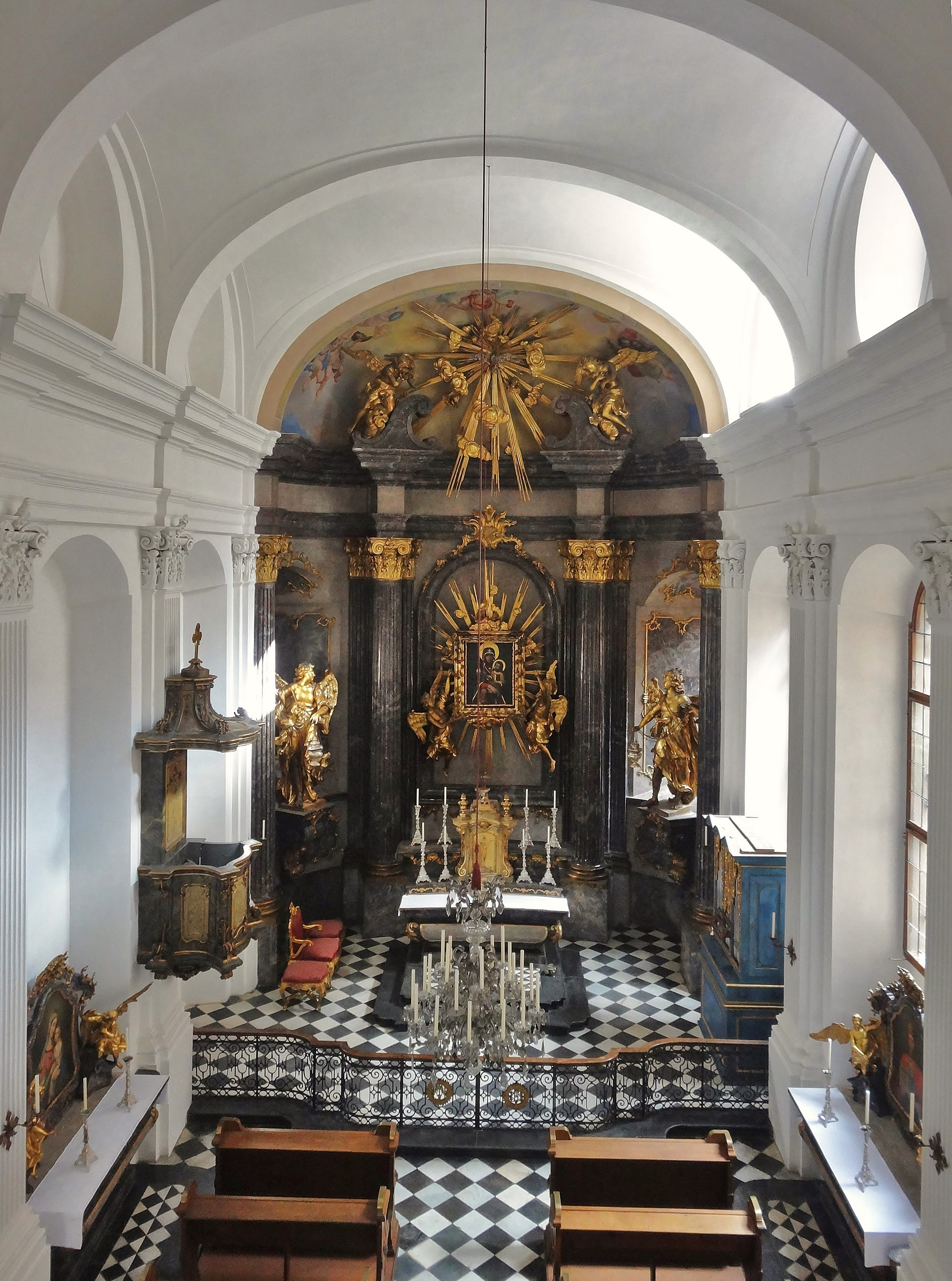
Blick in die Schlosskirche

Die dritte Phase der Veränderungen im 19. Jahrhundert beschränkte sich auf die Wohnräume im ersten Geschoß des Schlosses. Die Beletage blieb während des gesamten Jahrhunderts unberührt – und auch unbenutzt. Das Hauptaugenmerk dieser Zeit lag in der vollständigen Umgestaltung des barocken Formalgartens in einen romantischen Landschaftsgarten im englischen Stil.
Bis 1939 blieb die gesamte Anlage im Besitz der Familie Herberstein. Kurz vor dem Krieg wurde Schloss Eggenberg samt Park vom Land Steiermark erworben. Nach Beschädigungen in der Kriegs- und Besatzungszeit wurde es dem damaligen Landesmuseum Joanneum eingegliedert und 1953 nach umfangreichen Restaurierungsarbeiten dem Publikum geöffnet.

### Programm
Der gedankliche Schöpfer der Schlossanlage, Fürst Hans Ulrich von Eggenberg, verwirklichte mit seiner neuen Residenz ein tief von der magischen Naturphilosophie und von der Vorstellung der Ordnung der Welt geprägtes, architektonisches Konzept. Vor allem Astronomie, Astrologie und Alchemie waren damals wichtige Bestandteile der Bildung eines weltgewandten Fürsten. All diese Aspekte flossen in das Konzept des Neubaus ein, mit dem man ein wohlgeordnetes, mathematisch logisches und erklärbares System errichten wollte. Es sollte das Universum repräsentieren.
Schloss Eggenberg wurde dreigeschoßig über einem rechteckigen Grundriss errichtet, dessen geometrisches Zentrum vom Turm mit der gotischen Kapelle gebildet wird. Alle vier Ecken des Schlosses sind turmartig um eineinhalb Stockwerke höher als das übrige Gebäude. Jeder dieser vier Türme ist in eine der vier Himmelsrichtungen ausgerichtet. Die Zahl 4 steht für die vier Jahreszeiten und die vier Elemente. Der Innenhof wird durch einen Verbindungstrakt sowie durch einen Querflügel in einen rechteckigen und zwei kleinere Höfe unterteilt. Er ist an drei Seiten von dreigeschoßigen Pfeilerarkaden umgeben. Um das Schloss ist ein breiter Trockengraben mit Steinbrücken angelegt.
Als eine weitere Grundlage für dieses „Universum Schloss Eggenberg“ gilt der Kalender. Das System der gregorianischen Kalenderreform stellte in der Zeit des Schlossbaues eine große Neuerung dar. Es ordnet den Schlossbau logisch und mathematisch und spiegelt zudem sämtliche Werte der Zeitrechnung wider. Schloss Eggenberg besitzt 365 Außenfenster, für jeden Tag eines Jahres. Im zweiten Stock, der Beletage, befinden sich 52 Außenfenster, für jede Woche eines Jahres. Jedes Stockwerk im Haus birgt 31 Räume für die maximale Anzahl der Tage eines Monats. Im zweiten Obergeschoß sind außen ringförmig 24 Prunkräume angeordnet, die die Stunden eines Tages symbolisieren. Der gesamte Bau ist symmetrisch angelegt. Dadurch ergeben sich im zweiten Obergeschoß zwei gleich große Hälften, zu denen je 12 Räume zählen, die für die Stunden von Tages- und Nachthälfte stehen.
Auch die Raumdisposition ist Teil des Programms. Das Gebäude folgt einer streng hierarchischen Ordnung. Im Erdgeschoß befanden sich ausschließlich Räume für wirtschaftliche Zwecke. Das erste Obergeschoß diente dem alltäglichen Leben. Dort befanden sich die Wohnräume der Familie, und genau in der Mittelachse über der Tordurchfahrt richtete Hans Ulrich seinen Audienzsaal ein. Das zweite Obergeschoß wurde als Prunkgeschoß, das gegebenenfalls in Appartements für Gäste unterteilt werden konnte, eingerichtet und birgt Repräsentations- und Festräume. Genau in der Mittelachse über der Tordurchfahrt und dem Audienzsaal befindet sich der Planetensaal als Höhepunkt des Programmes.

### „Planetensaal“

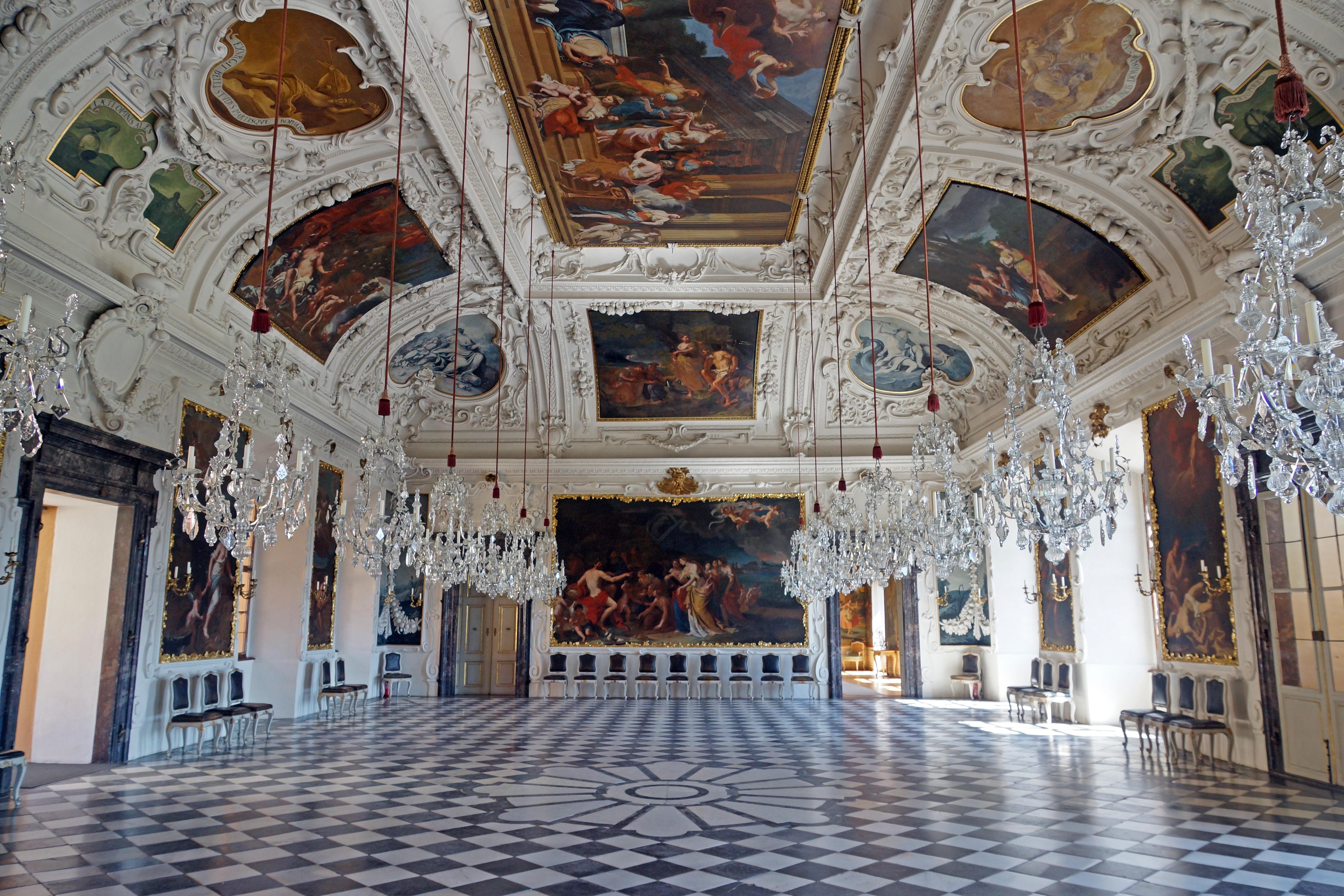
„Planetensaal“

Der Haupt- und Festsaal ist als Mittelpunkt des Programmes der Anfang und das Ende des Kranzes von 24 Prunkräumen. Der von Hans Adam Weissenkircher geschaffene Gemäldezyklus verknüpft das architektonische Programm mit dem Bildschmuck des Schlosses und errichtet damit eine gewaltige Allegorie des Goldenen Zeitalters, das unter der Regierung der Familie Eggenberg herrschte. An der als Spiegelgewölbe ausgeführten Decke des Saales befinden sich sieben gerahmte Ölgemälde, die die sieben klassischen Planeten und deren Eigenschaften repräsentieren. Die symbolische Aussagekraft gipfelt in diesen Gemälden, da sie gleichzeitig für die sieben alchemistischen Metalle, die sieben Wochentage, die sieben großen Besitzungen der Familie und die sieben wichtigsten Mitglieder der Familie stehen. In den Gewölbeecken werden die vier Elemente dargestellt. Die Wandflächen zwischen den Fenstern tragen großformatige Ölgemälde, die die 12 Tierkreiszeichen darstellen und damit die 12 Monate thematisieren.

### Beletage
Die 24 Prunkräume des zweiten Obergeschoßes sind außen kranzförmig angeordnet. Das Programm der Deckengemälde umfasst ungefähr 600 Einzelszenen. Diese erzählen die damalige Vorstellung der Geschichte der Menschheit und der Welt. Sie beinhalten Szenen der Mythologie, religiöse Szenen des Alten Testaments und Szenen der Geschichte. Dieses Deckenprogramm mit dem rahmenden Stuck stammt aus der ersten Ausstattungsperiode des 17. Jahrhunderts. Die Stuckateure Alexander Serenio mit Sohn Josef Anton und seine Werkstätte wirkten von 1666 bis 1683.

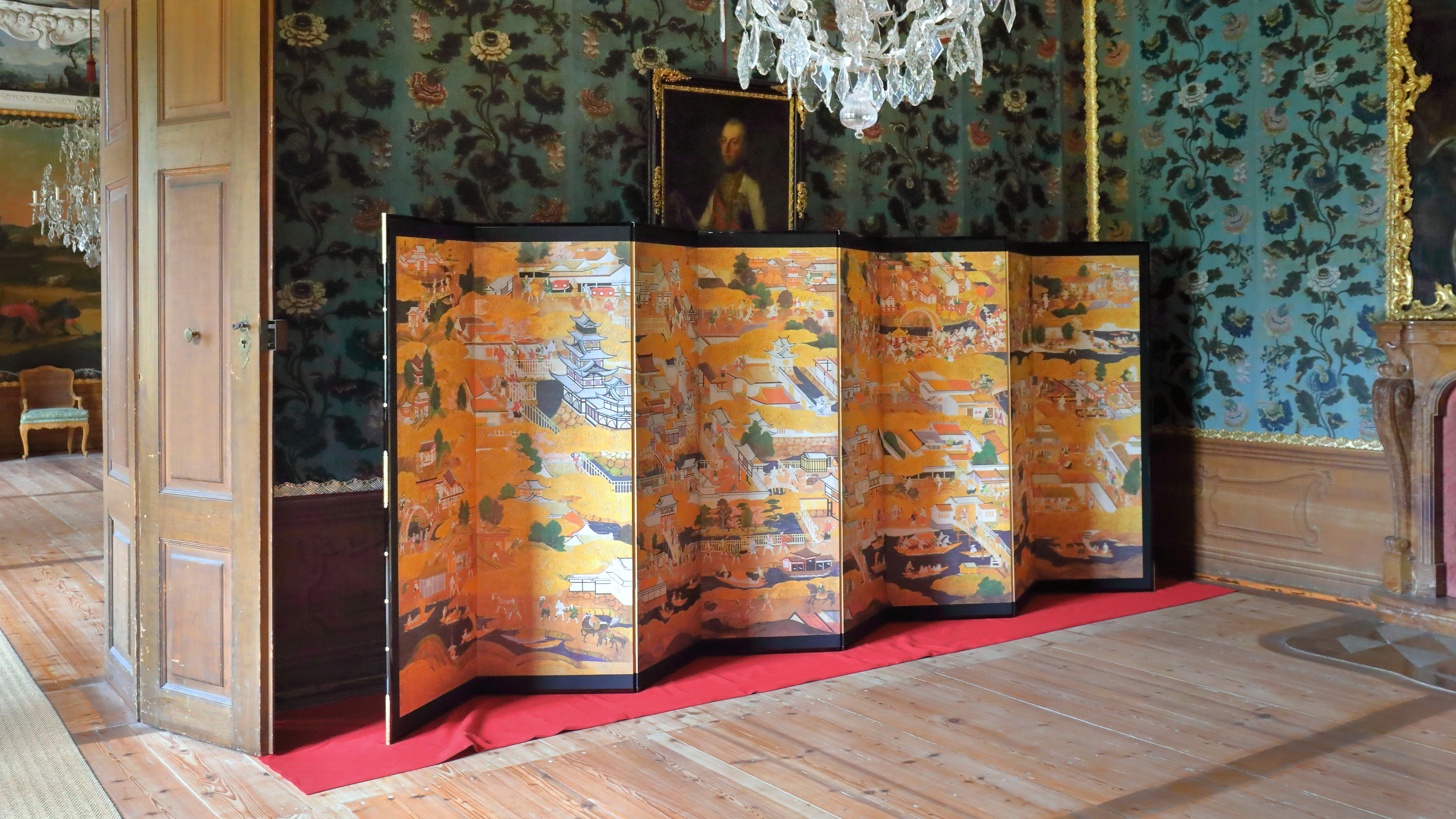
Byōbu mit 8 Paneelen und einer Darstellung von Osaka um 1615; aufgestellt in den Prunkräumen

Unter dem Ehepaar Eggenberg-Herberstein wurden die 24 Räume der Beletage ab der Mitte des 18. Jhs. im Geschmack des Rokoko neu eingerichtet. Neben neuen Sitzmöbeln, Lustern, Wandappliquen und Fayence-Öfen erhielten fast alle Zimmer auch neue, einfarbige Seidendamastbespannungen. Fünf Säle im Nordtrakt des Prunkgeschoßes wurden mit großen, bemalten Leinwandbespannungen ausgestattet. Der steirische Künstler Johann Anton Baptist Raunacher widmete jedem Zimmer ein anderes Thema. In Eggenberg finden sich neben Gesellschaftsszenen und Jagddarstellungen auch Schäferspiele, Theater- und Spielszenen. Die Räume wurden durch hohe Doppelflügeltüren verbunden, und im Westtrakt wurde anstelle des Eggenberger Theaters eine barocke Schlosskirche errichtet. Zusätzlich wurden in die Raumfolge drei kostbare ostasiatische Kabinette eingebaut. Die ersten beiden zieren wertvolle Imari Porzellanteller- und schalen sowie chinesische Seidenmalerei. In die Wandbespannungen des dritten Kabinetts wurden die acht Bahnen eines kostbaren japanischen Wandschirms eingelassen. Diese Paraventteile zeigen das Schloss und die befestigte Stadt Osaka in Japan. Sie sind wohl in die 1. Hälfte des 17. Jahrhunderts zu datieren. Aus frühneuzeitlicher Zeit gibt es nur sehr wenige Ansichten von Osaka. Daher ist dieser Raum besonders bedeutend. Der Eggenberger Paravent stellt eine einzigartige Ansicht von Burg und Stadt Osaka zur Zeit der Toyotomi dar.

#### Bildergalerie

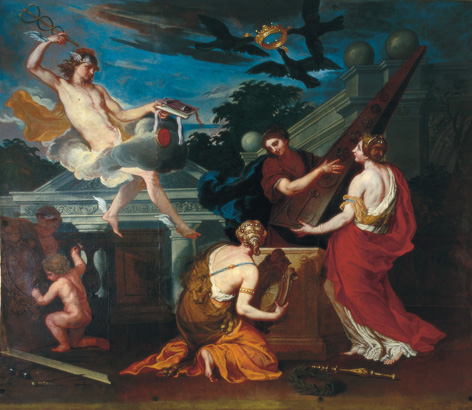
„Planetensaal“: Merkur
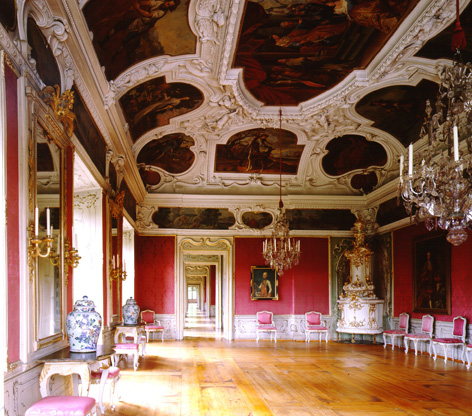
Beletage
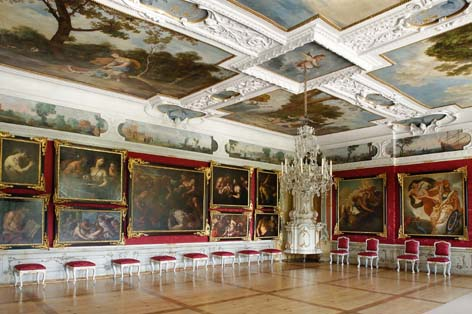
Galeriezimmer
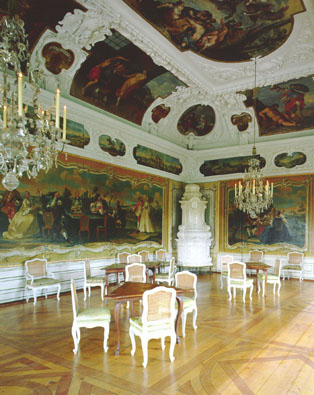
„Spielzimmer“ mit den Wandbespannungen von J. A. B. Raunacher
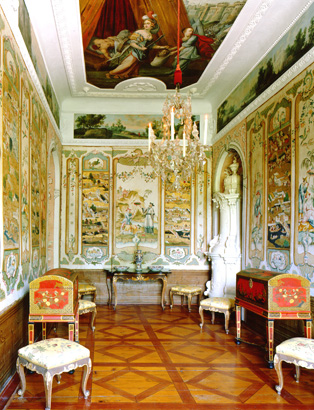
Japanisches Kabinett mit den in die Wand eingelassenen Bahnen des Wandschirms
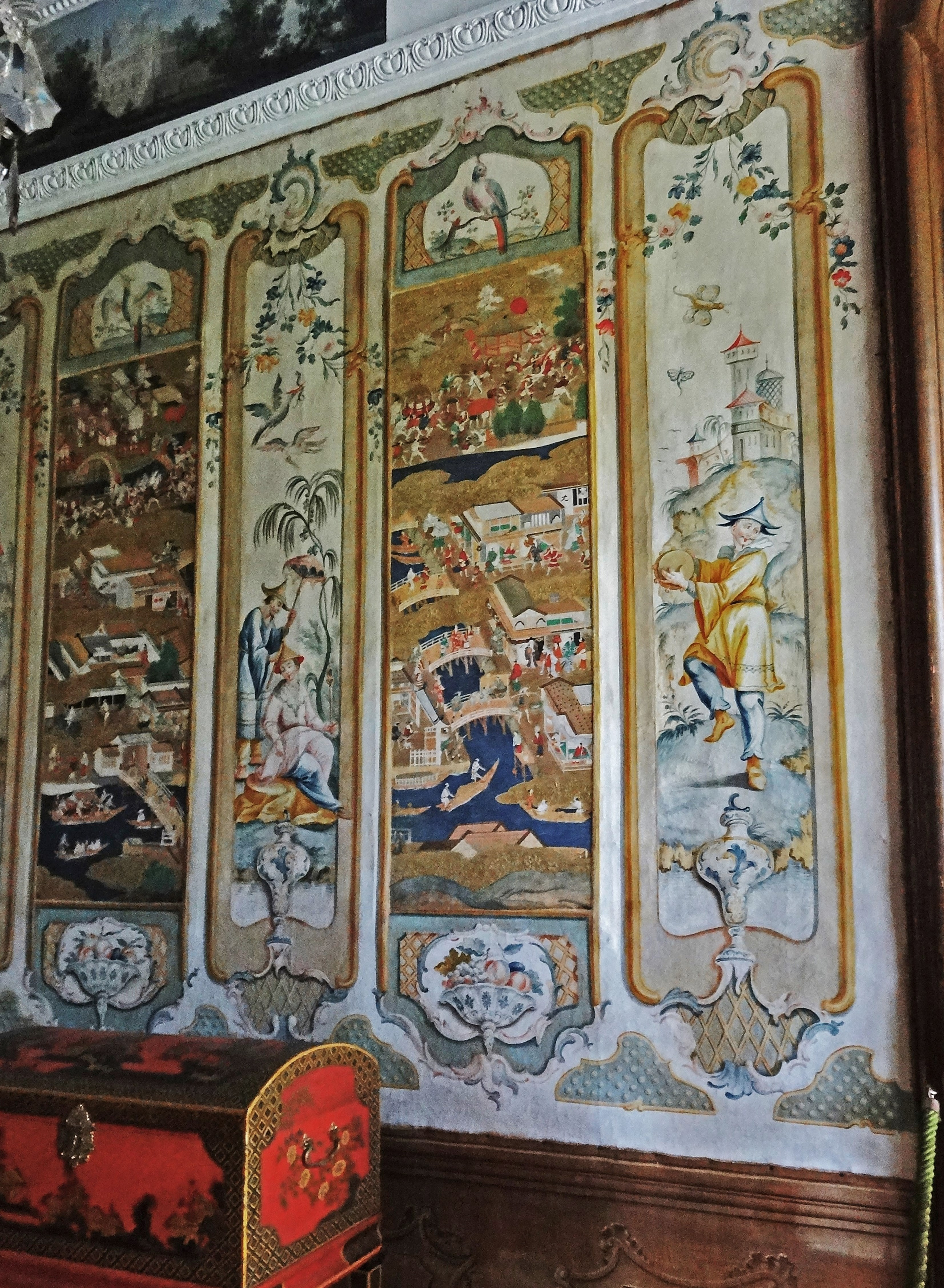
Japanisches Kabinett, Teilansicht der Wandbespannung mit Ansicht von Osaka

## Schlosspark
Die Parkanlagen des Schlosses umfassen 17,9 ha. Alle Besitzer und Bauherren haben das Schloss und den umgebenden Garten immer als gleichbedeutendes Element betrachtet. So hat jede Generation größere Veränderungen vorgenommen.

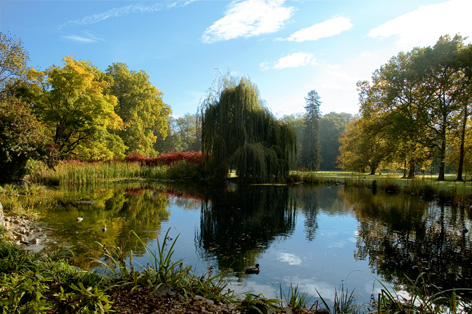
Gartenanlage

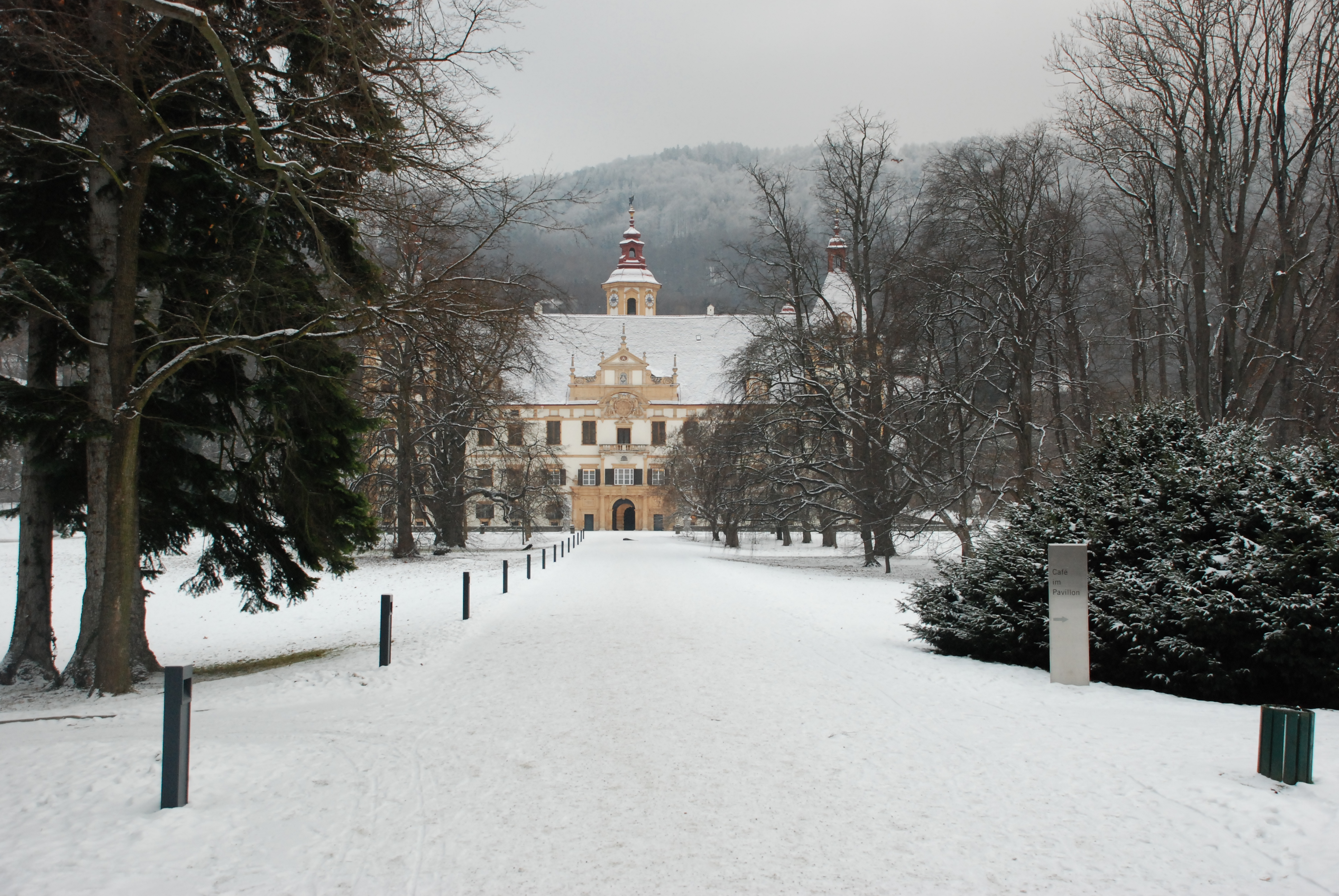
Schlosspark im Winter

Schon zur Zeit der Errichtung der Schlossanlage im 17. Jahrhundert berichten Quellen über einen südöstlich des Schlosses bestehenden, umfriedeten Garten. Diese Anlage ist auf dem Kupferstich von Matthäus Merian des Schlosses Eggenberg in der „Topographia Provinciarum Austriacarum“ von 1649 abgebildet. Die Anlage erinnert mit ihren vier quadratischen Ecktürmen und der Umfassungsmauer an den manieristischen Park von Schloss Neugebäude bei Wien. Die gebrochenen Giebel der Parktore auf dieser Ansicht verweisen ebenfalls auf den Manierismus als Baustil.
Der nächste große Ausbau des Gartens erfolgte nach der Fertigstellung des Schlosses unter Johann Seyfried von Eggenberg. Im letzten Drittel des 17. Jahrhunderts wurde der Garten großzügig um das Gebäude erweitert. Er folgte dem Muster des streng gegliederten, italienischen Gartens, mit Parterres, Bosketten, Springbrunnen, Volieren und Fasanengärten.
Nach dem Aussterben der Familie Eggenberg im 18. Jahrhundert ließ Johann Leopold Graf Herberstein die gesamte Anlage innerhalb der heute noch bestehende Umfassungsmauer zu einem französischen Garten des Rokoko umgestalten. Sonst sind aus dieser Zeit nur der Pavillon und die vier Kolossalfiguren vor dem Schloss erhalten. Bereits in den 70er Jahren des 18. Jahrhunderts wurde der Eggenberger Schlossgarten für das Grazer Publikum geöffnet.
Zur Zeit der Aufklärung und der immer größer werdenden Liberalität unter Kaiser Joseph II. änderte sich auch das Naturbewusstsein grundlegend. Man verstand die barocken Gartenanlagen als hässliche, in Normen gepresste und beschnittene Natur. Auch Jerome Graf Herberstein, als fanatischer Gartenliebhaber, teilte diese Anschauung und veranlasste ab 1802 die ‚modische' Umgestaltung des Eggenberger Schlossparks in einen romantischen Garten im englischen Stil. Labyrinth, Brunnenanlagen, die rasterförmige Wegführung und hierarchische Gliederung des gesamten Gartens, sowie die große Aussichtsterrasse nördlich des Schlosses mussten weichen. Abgesehen vom geraden Einfahrtsweg, der erhalten blieb, wollte man mit der geschwungenen Wegführung, den gezielten Blickführungen und mit gezielt gepflanzten Einzelbäumen und Gehölzbosquets ein Landschaftsgemälde nachbilden. Den Höhepunkt dieser Gartenanlage des 19. Jahrhunderts bildete der Rosenhügel, den man über eine geschwungene Wegführung leicht erklimmen konnte, um sich am Plateau, unter einem künstlichen Schattenspender (Parapluie) niederzulassen und den gesamten Garten in biedermeierlicher Manier zu überblicken und zu genießen.
Schon am Beginn des 20. Jahrhunderts schwand das Interesse am Garten, und der Eggenberger Schlosspark verfügte über keinen Gärtner mehr. Dies hatte zur Folge, dass die einzelnen Bestandteile des Gartens abgerissen wurden, im Laufe der Jahrzehnte immer mehr verwilderten und die gesamte Anlage zum einfachen Stadtpark wurde.
Der Schlosspark Eggenberg gehört zu den bedeutendsten gartenarchitektonischen Denkmalen Österreichs und steht in einer kleinen Gruppe der historischen Gärten Österreichs direkt unter Denkmalschutz (Nr. 35 im Anhang zu § 1 Abs. 12 DMSG). Daher wurde 1993 in Zusammenarbeit mit dem Bundesdenkmalamt ein Gartenpflegewerk in Auftrag gegeben, dessen Zielsetzung die Rekonstruktion und Erhaltung des Gartens als Kulturdenkmal der Romantik sein sollte. Die noch erhaltenen Elemente sollten erkennbar gemacht, der kostbare Bestand gesichert und die verlorenen Elemente, so weit wie möglich, wieder rekonstruiert werden. Die bereits erfolgten Schritte in diese Richtung sind die Rekonstruktion des 1848 eingerichteten Frühstücks- oder Herrschaftsgart’ls hinter dem Schloss. Als weiterer großer Schritt erfolgte in den Wintermonaten 2007/2008 die Rekonstruktion des Rosenhügels als eines der wichtigsten Bestandteile des romantischen Landschaftsgartens.

### „Planetengarten“
Der an der Nordecke des Gartens eingefriedete Extragarten erhielt im Laufe der Geschichte verschiedenste Gestaltungen und Nutzungen, bis er schließlich nur mehr als räumliche Struktur wahrnehmbar war.

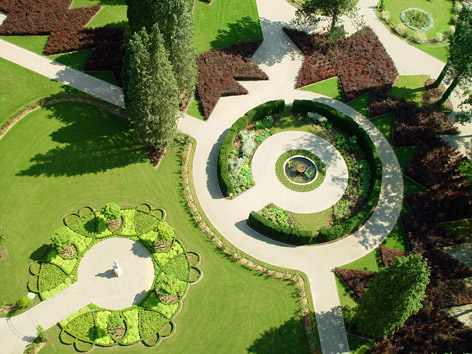
„Planetengarten“, Luftaufnahme

Nachdem für diese Anlage keine verwendbaren Pläne oder Ansichten erhalten waren, entschloss man sich im Jahr 2000 zur Neuanlage eines Blumengartens, der die noch vorhandenen Fragmente der historischen Anlage integriert. Es entstand ein neuer Garten über einer alten Idee. Die Architektin Helga Tornquist griff den Leitgedanken des Eggenberger Programms auf und setzte ihn in eine zeitgenössische Gartengestaltung um. Diese greift in spielerischer Form das uralte System planetarischer Signaturenlehre auf, die für das Bildprogramm von Schloss Eggenberg große Bedeutung hat.
Über den Fundamenten der ehemaligen Orangerie errichtete man das Lapidarium als Point de Vue und um der Römersteinsammlung des Joanneum einen adäquaten Platz zu geben.

### Archäologiemuseum
Das 2009 neu eröffnete Archäologiemuseum im Nordwesten des Schlossgartens liegt tief im Gelände und tritt dadurch als Bauwerk nur wenig in Erscheinung. Es zeigt den Kultwagen von Strettweg aus der Hallstattzeit, Ausgrabungen aus der Steiermark aber etwa auch aus Ägypten.

### Naturschutz
Der Park bildet auch das Europaschutzgebiet Schloss Eggenberg (ESG 42, AT2245000). Es wurde 2015 nach der Fauna-Flora-Habitat-Richtlinie ausgewiesen, um der hier ansässigen Großen Hufeisennase (Rhinolophus ferrumequinum), einer streng geschützten Fledermaus, ein Jagdrevier zu bieten. Die Vorgaben des Europaschutzes (etwa Erhaltung der Gehölzbestände, Erhaltung des bestehenden Stillgewässers, Minimierung allfälliger Pestizideinsätze) sind bei der Gartengestaltung zu berücksichtigen, kommen dem Ziel der Wiederherstellung des Landschaftsgartens der Romantik aber sowieso entgegen. Die Schutzintention umfasst auch einige bauliche und pflegerische Maßnahmen am Schloss selbst, wo die Tiere ihre Quartier haben.

## Schloss Eggenberg während des Nationalsozialismus
Im Jahr 1939 wurden Schloss und Park Eggenberg „aus dem Fideikommiß der Familie Herberstein durch das Land um 839.700 RM inklusive der Möbel und Kunstschätze“ angekauft. Im Zuge der Umgestaltung der steirischen Kulturpolitik durch die Nationalsozialisten nutzte ab 1939 die neugegründete Hochschule für Musikerziehung die Räumlichkeiten des Schlosses. Leiter der bis 1944 bestehenden Einrichtung war der Musikpädagoge und Dirigent Felix Oberborbeck (1900–1975), NSDAP-Mitglied seit 1. Mai 1933, sein Stellvertreter Ludwig Kelbetz (1905–1943), u. a. Musikbeauftragter der Hitlerjugend für Gebiet und Obergau Österreich.

## Sonstiges
1966 dienten Teile des Schlosses sowie seiner Außenanlagen dem Regisseur Volker Schlöndorff als Kulisse für seine Verfilmung „Der junge Törless“ nach der Romanvorlage Die Verwirrungen des Zöglings Törleß von Robert Musil.
Ende März 2022 wurde die Bewerbung Eggenbergs für eine Mitgliedschaft im Schlösser-Netzwerk European Royal Palaces (Association des Résidences Royales Européenes, ARRE) bei der ARRE-Generalversammlung angenommen. Als Leiter der Abteilung Schloss Eggenberg und Alte Galerie folgte Paul Schuster mit 1. Juni 2022 Barbara Kaiser nach.